# Gerhard Neumann (Germanist)
Gerhard Neumann (* 22. Juni 1934 in Brünn, Tschechoslowakei; † 27. Dezember 2017 in Berlin) war ein deutscher Germanist.

## Leben
Neumann wuchs als Sohn eines Ingenieurs, der an der Staatsgewerbeschule Maschinenbau unterrichtete, im mährischen Brünn auf. Nach der Vertreibung verbrachte die Familie drei Jahre im thüringischen Kleinwelsbach bei Langensalza, bevor sie nach Westdeutschland zog. Dort besuchte Neumann das Gymnasium Thomaeum in Kempen und studierte ab 1955 Germanistik und Romanistik. Er wurde 1963 bei Gerhart Baumann an der Universität Freiburg mit der Dissertation Konfiguration. Studien zu Goethes „Torquato Tasso“ promoviert. „Der leisesten Form der Kritik und der geistigen Subversion, die die Literatur kennt: dem Aphorismus“, galt seine Habilitationsschrift Ideenparadiese. Untersuchungen zur Aphoristik von Lichtenberg, Novalis, Friedrich Schlegel und Goethe (1972). Neumann zufolge zielt der Aphorismus auf „die wechselseitige Erschütterung von Denk- und Gefühlssicherheit“.
Neumann war Sprachlehrer am Goethe-Institut und dann Professor für Neuere Deutsche Literatur an den Universitäten Bonn (1974), Erlangen (1975), Freiburg i. Br. (1979) und München (1986). Seit 2005 war er Honorarprofessor an der Freien Universität Berlin.
Gerhard Neumann war seit 1991 Mitglied der Bayerischen Akademie der Wissenschaften. Er war Vorsitzender der germanistischen Kommission der Deutschen Forschungsgemeinschaft. Er starb nach kurzer Krankheit in einem Berliner Krankenhaus. Neumann hinterließ zwei Söhne, eine Lebensgefährtin und eine Ehefrau.

## Werk
Seine Veröffentlichungen widmen sich u. a. Franz Kafka, Johann Wolfgang von Goethe, Georg Christoph Lichtenberg, Heinrich von Kleist, Ernst Theodor Amadeus Hoffmann, Theodor Fontane, Karl May, Stéphane Mallarmé, Nikolaus Lenau, Hugo von Hofmannsthal, Arthur Schnitzler, Harry Graf Kessler, Paul Celan und Elias Canetti sowie der Poetik, der philologischen Methodik und der Editionswissenschaft. „Neben Goethe hat ihn lebenslang kein Autor mehr beschäftigt als Franz Kafka“, schreibt Ernst Osterkamp.

## Schriften (Auswahl)
- Konfiguration. Studien zu Goethes Torquato Tasso. W. Fink, München 1965.
- Dürrenmatt, Frisch, Weiss. 3 Entwürfe zum Drama der Gegenwart. W. Fink, München 1969.
- Der Nachlass Arthur Schnitzlers. Verzeichnis des im Schnitzler-Archiv der Universität Freiburg i. Br. befindlichen Materials. W. Fink, München 1969.
- Die 'absolute Metapher': Ein Abgrenzungsversuch am Beispiel Stéphane Mallarmés und Paul Celans. In: Poetica, Jg. 3 (1970), H. 2, S. 188–225.
- Deutsche Epigramme. Stuttgart 1969, 1971 (= Reclam UB. Band 8340–43).
- Ideenparadiese. Untersuchungen zur Aphoristik von Lichtenberg, Novalis, Friedrich Schlegel und Goethe. Fink, München 1976, ISBN 3-7705-1183-2.
- Franz Kafka, Das Urteil. Text, Materialien, Kommentar. Hanser, München 1981, ISBN 3-446-12878-6.
- Das erschriebene Ich. Erwägungen zum Helden im Roman Karl Mays. In: Jahrbuch der Karl May-Gesellschaft, Jg. 9 (1987), S. 69–100.
- Karl Mays „Winnetou“ – ein Bildungsroman? In: Jahrbuch der Karl May-Gesellschaft, Jg. 10 (1988), S. 10–36.
- 1993–2019 Mitherausgeber des Hofmannsthal-Jahrbuchs
- Lektüren der Liebe. In: Heinrich Meyer, Gerhard Neumann (Hg.): Über die Liebe. Ein Symposion. Piper, München 2001, ISBN 3-492-23233-7, S. 9–81.
- Verfehlte Anfänge und offenes Ende. Franz Kafkas poetische Anthropologie. Carl-Friedrich-von-Siemens-Stiftung, München 2011, ISBN 978-3-938593-16-5.
- Theodor Fontane. Romankunst als Gespräch. Rombach, Freiburg i. Br. 2011, ISBN 978-3-7930-9656-6.
- Franz Kafka – Experte der Macht. Hanser, München 2012, ISBN 978-3-446-23873-2.
- Selbstversuch. Rombach, Freiburg i. Br. 2018, ISBN 978-3793099017.